# Aage Westenholz
Denne artikel handler om ingeniøren Aage Westenholz. Hans sønnesøn er assyriologen Aage Westenholz
Aage Westenholz (18. april 1859 på Mattrup – 23. december 1935 på Magleås, Høsterkøb) var en dansk ingeniør, søn af Regnar Westenholz og Mary Lucinde f. Hansen og bror til Regnar, Inger og Mary Westenholz.
Westenholz tjente en formue som forretningsmand i Siam, og fra omkring år 1900 til sin død arbejdede han for oprettelsen af frivillige korps til Danmarks forsvar, de såkaldte rekylkorps. Korps Westenholz var et sådant korps, som Westenholz oprettede i 1908. Efter afslutningen af 1. verdenskrig var Westenholz en af initiativtagerne til oprettelse af Dansk-Baltisk Auxiliær Corps, som i 1919 gennem godt et halvt år var aktive i Estlands og Letlands kampe for selvstændighed.
Desuden var Westenholz morbroder til Karen Blixen og medejer af Karen Coffee Company Ltd.. Han var endvidere farfar til Anders Westenholz.
I en periode var han formand for Det fri Kirkesamfunds byggefond. Ejendommen Magleås i Høsterkøb ved Birkerød blev opført i begyndelsen af 1900-tallet som privatbolig for direktør Aage Westenholz og blev efter hans død solgt til greve Christopher de Paus. Efter en tid som højskole er Magleås i dag et kursuscenter, der ejes af den katolske kirke i Danmark.
I 1901 blev han Ridder af Dannebrog.